# Gran Premio de Argentina de Motociclismo de 2016
El Gran Premio de Argentina de 2016 (oficialmente Gran Premio Motul de la República Argentina) fue la segunda prueba del Campeonato del Mundo de Motociclismo de 2016. Tuvo lugar en el fin de semana del 1 al 3 de abril de 2016 en el Autódromo Termas de Río Hondo, situado en la ciudad de Termas de Río Hondo de la Provincia de Santiago del Estero, Argentina.
La carrera de MotoGP fue ganada por Marc Márquez, seguido de Valentino Rossi y Dani Pedrosa. Johann Zarco fue el ganador de la prueba de Moto2, por delante de Sam Lowes y Jonas Folger. La carrera de Moto3 fue ganada por Khairul Idham Pawi, Jorge Navarro fue segundo y Brad Binder tercero.

## Resultados

### Resultados MotoGP
Debido a las preocupaciones de seguridad de los neumáticos, la distancia de carrera fue acortada de 25 a 20 vueltas con cambio de moto obligatorio.
| Pos.    | N.º | Piloto           | Constructor | Vueltas | Tiempo                    | Parrilla | Puntos |
| ------- | --- | ---------------- | ----------- | ------- | ------------------------- | -------- | ------ |
| 1       | 93  | Marc Márquez     | Honda       | 20      | 34:13.628                 | 1        | 25     |
| 2       | 46  | Valentino Rossi  | Yamaha      | 20      | +7.679                    | 2        | 20     |
| 3       | 26  | Dani Pedrosa     | Honda       | 20      | +28.100                   | 4        | 16     |
| 4       | 50  | Eugene Laverty   | Ducati      | 20      | +36.542                   | 17       | 13     |
| 5       | 8   | Héctor Barberá   | Ducati      | 20      | +36.711                   | 8        | 11     |
| 6       | 44  | Pol Espargaró    | Yamaha      | 20      | +37.245                   | 10       | 10     |
| 7       | 6   | Stefan Bradl     | Aprilia     | 20      | +41.353                   | 16       | 9      |
| 8       | 38  | Bradley Smith    | Yamaha      | 20      | +50.709                   | 12       | 8      |
| 9       | 53  | Esteve Rabat     | Honda       | 20      | +50.983                   | 19       | 7      |
| 10      | 19  | Álvaro Bautista  | Aprilia     | 20      | +1:01.388                 | 20       | 6      |
| 11      | 41  | Aleix Espargaró  | Suzuki      | 20      | +1:08.868                 | 11       | 5      |
| 12      | 51  | Michele Pirro    | Ducati      | 20      | +1:18.987                 | 18       | 4      |
| 13      | 4   | Andrea Dovizioso | Ducati      | 20      | +1:33.419                 | 5        | 3      |
| Ret     | 29  | Andrea Iannone   | Ducati      | 19      | Caída                     | 6        |        |
| Ret     | 35  | Cal Crutchlow    | Honda       | 19      | Caída                     | 9        |        |
| Ret     | 25  | Maverick Viñales | Suzuki      | 17      | Caída                     | 7        |        |
| Ret     | 45  | Scott Redding    | Ducati      | 15      | Perdida potencia          | 14       |        |
| Ret     | 76  | Loris Baz        | Ducati      | 12      | Vibración neumático Tras. | 13       |        |
| Ret     | 99  | Jorge Lorenzo    | Yamaha      | 5       | Caída                     | 3        |        |
| Ret     | 43  | Jack Miller      | Honda       | 3       | Caída                     | 15       |        |
| Ret     | 68  | Yonny Hernández  | Ducati      | 2       | Caída                     | 21       |        |
| Fuente: |     |                  |             |         |                           |          |        |

### Resultados Moto2
| Pos.    | N.º | Piloto              | Constructor | Vueltas | Tiempo         | Parrilla | Puntos |
| ------- | --- | ------------------- | ----------- | ------- | -------------- | -------- | ------ |
| 1       | 5   | Johann Zarco        | Kalex       | 23      | 40:57.806      | 2        | 25     |
| 2       | 22  | Sam Lowes           | Kalex       | 23      | +1.347         | 1        | 20     |
| 3       | 94  | Jonas Folger        | Kalex       | 23      | +2.754         | 3        | 16     |
| 4       | 40  | Álex Rins           | Kalex       | 23      | +6.101         | 11       | 13     |
| 5       | 77  | Dominique Aegerter  | Kalex       | 23      | +17.384        | 19       | 11     |
| 6       | 55  | Hafizh Syahrin      | Kalex       | 23      | +17.484        | 12       | 10     |
| 7       | 12  | Thomas Lüthi        | Kalex       | 23      | +26.411        | 6        | 9      |
| 8       | 49  | Axel Pons           | Kalex       | 23      | +31.016        | 10       | 8      |
| 9       | 30  | Takaaki Nakagami    | Kalex       | 23      | +31.403        | 4        | 7      |
| 10      | 54  | Mattia Pasini       | Kalex       | 23      | +31.816        | 20       | 6      |
| 11      | 23  | Marcel Schrötter    | Kalex       | 23      | +32.329        | 16       | 5      |
| 12      | 19  | Xavier Siméon       | Speed Up    | 23      | +40.968        | 17       | 4      |
| 13      | 7   | Lorenzo Baldassarri | Kalex       | 23      | +47.883        | 9        | 3      |
| 14      | 97  | Xavi Vierge         | Tech 3      | 23      | +56.027        | 23       | 2      |
| 15      | 39  | Luis Salom          | Kalex       | 23      | +58.278        | 14       | 1      |
| 16      | 52  | Danny Kent          | Kalex       | 23      | +58.437        | 8        |        |
| 17      | 14  | Ratthapark Wilairot | Kalex       | 23      | +58.615        | 21       |        |
| 18      | 10  | Luca Marini         | Kalex       | 23      | +59.245        | 22       |        |
| 19      | 60  | Julián Simón        | Speed Up    | 23      | +59.535        | 24       |        |
| 20      | 24  | Simone Corsi        | Speed Up    | 23      | +59.878        | 13       |        |
| 21      | 44  | Miguel Oliveira     | Kalex       | 23      | +1:00.406      | 18       |        |
| 22      | 70  | Robin Mulhauser     | Kalex       | 23      | +1:09.254      | 26       |        |
| 23      | 2   | Jesko Raffin        | Kalex       | 23      | +1:14.825      | 25       |        |
| 24      | 32  | Isaac Viñales       | Tech 3      | 23      | +1:16.792      | 27       |        |
| 25      | 21  | Franco Morbidelli   | Kalex       | 23      | +1:41.530      | 5        |        |
| 26      | 8   | Efrén Vázquez       | Suter       | 22      | +1 vuelta      | 28       |        |
| 27      | 33  | Alessandro Tonucci  | Kalex       | 22      | +1 vuelta      | 29       |        |
| Ret     | 11  | Sandro Cortese      | Kalex       | 12      | Caída          | 7        |        |
| Ret     | 73  | Álex Márquez        | Kalex       | 1       | Daño por caída | 15       |        |
| DNS     | 57  | Edgar Pons          | Kalex       |         | Enfermedad     |          |        |
| Fuente: |     |                     |             |         |                |          |        |

### Resultados Moto3
| Pos.    | N.º | Piloto                 | Constructor | Vueltas | Tiempo    | Parrilla | Puntos |
| ------- | --- | ---------------------- | ----------- | ------- | --------- | -------- | ------ |
| 1       | 89  | Khairul Idham Pawi     | Honda       | 21      | 41:35.452 | 7        | 25     |
| 2       | 9   | Jorge Navarro          | Honda       | 21      | +26.170   | 3        | 20     |
| 3       | 41  | Brad Binder            | KTM         | 21      | +30.060   | 1        | 16     |
| 4       | 55  | Andrea Locatelli       | KTM         | 21      | +30.339   | 20       | 13     |
| 5       | 36  | Joan Mir               | KTM         | 21      | +30.506   | 5        | 11     |
| 6       | 76  | Hiroki Ono             | Honda       | 21      | +30.736   | 11       | 10     |
| 7       | 17  | John McPhee            | Peugeot     | 21      | +32.493   | 28       | 9      |
| 8       | 88  | Jorge Martín           | Mahindra    | 21      | +40.596   | 19       | 8      |
| 9       | 84  | Jakub Kornfeil         | Honda       | 21      | +45.667   | 14       | 7      |
| 10      | 23  | Niccolò Antonelli      | Honda       | 21      | +45.893   | 8        | 6      |
| 11      | 7   | Adam Norrodin          | Honda       | 21      | +46.173   | 17       | 5      |
| 12      | 58  | Juan Francisco Guevara | KTM         | 21      | +51.434   | 12       | 4      |
| 13      | 20  | Fabio Quartararo       | KTM         | 21      | +57.893   | 9        | 3      |
| 14      | 6   | María Herrera          | KTM         | 21      | +1:05.983 | 25       | 2      |
| 15      | 65  | Philipp Öttl           | KTM         | 21      | +1:08.426 | 16       | 1      |
| 16      | 11  | Livio Loi              | Honda       | 21      | +1:10.165 | 10       |        |
| 17      | 33  | Enea Bastianini        | Honda       | 21      | +1:11.664 | 6        |        |
| 18      | 8   | Nicolò Bulega          | KTM         | 21      | +1:11.791 | 4        |        |
| 19      | 19  | Gabriel Rodrigo        | KTM         | 21      | +1:12.151 | 18       |        |
| 20      | 5   | Romano Fenati          | KTM         | 21      | +1:12.270 | 2        |        |
| 21      | 10  | Alexis Masbou          | Peugeot     | 21      | +1:12.382 | 22       |        |
| 22      | 64  | Bo Bendsneyder         | KTM         | 21      | +1:12.522 | 26       |        |
| 23      | 21  | Francesco Bagnaia      | Mahindra    | 21      | +1:18.884 | 24       |        |
| 24      | 98  | Karel Hanika           | Mahindra    | 21      | +1:25.115 | 32       |        |
| 25      | 4   | Fabio Di Giannantonio  | Honda       | 21      | +1:31.975 | 23       |        |
| 26      | 95  | Jules Danilo           | Honda       | 21      | +1:38.400 | 21       |        |
| 27      | 24  | Tatsuki Suzuki         | Mahindra    | 21      | +1:38.784 | 27       |        |
| 28      | 43  | Stefano Valtulini      | Mahindra    | 21      | +1:39.051 | 33       |        |
| 29      | 16  | Andrea Migno           | KTM         | 21      | +1:44.035 | 15       |        |
| 30      | 40  | Darryn Binder          | Mahindra    | 20      | +1 vuelta | 29       |        |
| 31      | 77  | Lorenzo Petrarca       | Mahindra    | 20      | +1 vuelta | 30       |        |
| 32      | 3   | Fabio Spiranelli       | Mahindra    | 20      | +1 vuelta | 31       |        |
| Ret     | 44  | Arón Canet             | Honda       | 18      | Caída     | 13       |        |
| Fuente: |     |                        |             |         |           |          |        |